# Steffen Aarfing
Steffen Aarfing (født 14. maj 1955) er en dansk scenograf, som har studeret på Kunstakademiets Arkitektskole 1974-80 og siden har fungeret som scenograf på omkring 130 produktioner indenfor skuespil, opera, musical, tv og film.
Har deltaget i dramaturgiater på Ålborg Teater og Det Kongelige Teater, været medlem af Statens Teaterråd 1988-90, samt været formand for scenekunstudvalget under Kulturby 96.
Har derudover deltaget i om- og nybygningsprojekter for teatre i Danmark og Sverige, bl.a. forestået indretningen af Rialto Teatret (1981) og senest rådgivet i udformningen af Skuespilhuset i København.
Ofte i samarbejde med sin kone, Marie í Dali, har Steffen Aarfing samarbejdet med instruktøren Kasper Bech Holten om iscenesættelser i Danmark og udlandet.

## Væsentlige nyere produktioner
- 2010: Juan, operafilm af Kasper Holten, Budapest. Produceret af Blenkov og Shiønnemann
- 2009: Tristan og Isolde, Det Kongelige Teater, Operaen.
- 2008: Ordet, iscenesat af Lars Norén, Det Kongelige Teater, Skuespillet.
- 2008: Ifigenia, med Marie í Dali. isc. Kasper Bech Holten, Det Kongelige Teater, Skuespillet.
- 2008: Lohengrin, Novaya Opera, Moskva, isc. Kasper Bech Holten
- 2008: Faust, Den Jyske Opera, isc. Elisabeth LInton.
- 2007: Le Nozze di Figaro, isc. Kasper Bech Holten, Theater an der Wien.
- 2007: Don Carlos, Det Kongelige Teater, Operaen.
- 2007: La Traviata, Kungliga Operan, Stockholm,
- 2006: Nibelungens Ring, The Copenhagen Ring, med Marie í Dali. isc. Kasper Bech Holten, Det Kongelige Teater, Operaen.
- 2005: Le Nozze di Figaro, isc. Johannes Schaaf, Nationaltheater Mannheim.
- 2004: GOYA, isc. Kasper Bech Holten, Theater an der Wien.
- 2004: Le Grand Macabre, San Francisco Opera, isc. Kasper Bech Holten.

 Der er for få eller ingen kildehenvisninger i denne artikel, hvilket er et problem. Du kan hjælpe ved at angive troværdige kilder til de påstande, som fremføres i artiklen.